# 巴爾的摩與俄亥俄鐵路
巴爾的摩與俄亥俄鐵路（英語：Baltimore and Ohio Railroad）是美國的第一個大眾運輸以及第一級鐵路公司，也是美國最老的鐵路公司之一。巔峰時期其鐵路東起紐約州史泰登島，西至伊利諾州。大多數存留下來的鐵路現由CSX運輸公司營運，而史泰登島上的路線則由紐約市交通局的史泰登島鐵路營運。

## 歷史

### 十九世紀
巴爾的摩與俄亥俄鐵路並不是美國的第一家鐵路公司，但卻是第一個提供大眾運輸與定期客運、貨運服務的公司。1800年代早期美國最重要的港口有波士頓、紐約、費城、巴爾的摩、南卡羅來納州的查里斯敦。巴爾的摩做為港口的優勢包括比其他港口更靠近內陸（因此距離很多市場較近），位於切薩皮克灣的航行中樞－－薩斯奎哈納河河口附近。隨著伊利運河在1825年開通，紐約從而能由其航行至伊利湖，而賓夕凡尼亞州也打算建造運河聯繫費城與匹茲堡。因應其他城市的挑戰，巴爾的摩在1827年2月28日成立巴爾的摩與俄亥俄鐵路公司，打算從巴爾的摩建築鐵路到俄亥俄河的適當地點。:17,75

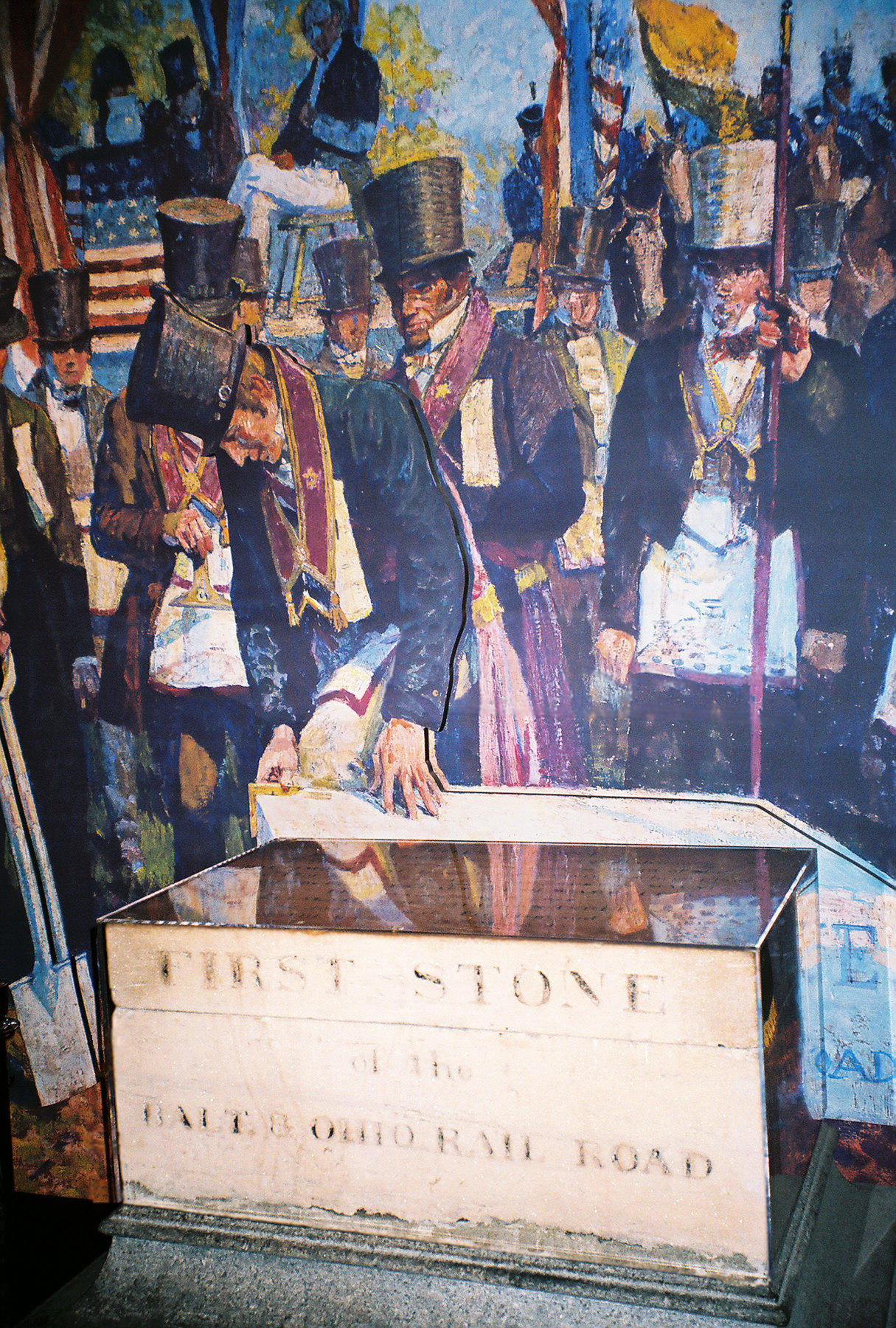
1828年7月4日，查爾斯·卡羅爾安置了巴爾的摩與俄亥俄鐵路的奠基石。現存於巴爾的摩與俄亥俄鐵路博物館。

工程在1828年7月4日動土，第一塊石頭由時年90歲的查爾斯·卡羅爾安置；他是美國獨立宣言簽署者中最後一位仍在世的。路線計畫沿著帕塔普斯科河與莫諾科西河（Monocacy River）河而至波多馬克河。於1830年5月24日鐵路開始至埃利科特磨坊（Ellicott's Mills，後更名為埃利科特城）的定期班車。於1831年12月1日鐵路通到弗雷德里克，里程為60英里（97）。1835年8月鐵路由阿布圖斯（Arbutus；當時稱為華盛頓分支站）開闢一條支線，經由湯馬斯高架橋跨越波多馬克河到華盛頓。兩年後跨越波多馬克河抵達當時仍屬維吉尼亞州的哈珀斯費里，在此巴爾的摩與俄亥俄鐵路與溫徹斯特與波多馬克鐵路（Winchester and Potomac Railroad）連接，這也是美國歷史上不同的鐵路公司路線第一次連接。鐵路繼續西行，經坎伯蘭至格萊夫頓（Grafton），轉向西北，於1853年1月1日建築至其計畫中的終點惠靈，其里程數為379英里（610）。此時距離動工已經將近25年，同年，发生一起火车脱轨事故。1856年由格萊夫頓建築了繼續西行的支線，於帕克斯堡抵達俄亥俄河。

### 二十世紀
巴爾的摩與俄亥俄鐵路、賓州鐵路、紐約中央鐵路在紐約－芝加哥以及紐約－聖路易路線的客運業務上競爭多年，而在紐約－華盛頓路線上巴爾的摩與俄亥俄鐵路以及賓州鐵路也互相競爭。巴爾的摩與俄亥俄鐵路的火車較慢－這有部分要歸因於路線較長，但其也比競爭對手提早十年完成動力柴油化。在紐約－華盛頓路線上，很多人偏好巴爾的摩與俄亥俄鐵路。不過最常提到的理由－－「永遠有座位可坐」－－最後成為巴爾的摩與俄亥俄鐵路於1958年4月停止巴爾的摩以東的客運服務的原因。
1960年切薩皮克與俄亥俄鐵路公司（C&O）開始取得巴爾的摩與俄亥俄鐵路公司的股份。紐約中央鐵路公司也提出出價，不過股東會贊成了切薩皮克與俄亥俄鐵路的收購。在1962年5月1日美國商務委員會（Interstate Commerce Commission）通過此案。到了1964年切薩皮克與俄亥俄鐵路擁有巴爾的摩與俄亥俄鐵路百分之九十的股份。1967年商務委員會允許切薩皮克與俄亥俄鐵路與巴爾的摩與俄亥俄鐵路控制西馬里蘭鐵路公司。在1973年6月15日，切西系統（Chessie System）成立，切薩皮克與俄亥俄鐵路、巴爾的摩與俄亥俄鐵路、西馬里蘭鐵路則成為新公司的下屬單位，不過各鐵路仍各自運作。合併以後並未大量廢棄鐵路路線，因為在大多數地區切薩皮克與俄亥俄鐵路以及巴爾的摩與俄亥俄鐵路的路線是互補而非競爭的。在切西系統中巴爾的摩與俄亥俄鐵路繼續存在，而到了1983年5月1日巴爾的摩與俄亥俄鐵路接手了西馬里蘭鐵路的營運。在1987年4月30日切薩皮克與俄亥俄鐵路合併了巴爾的摩與俄亥俄鐵路。四個月後CSX運輸公司合併了切薩皮克與俄亥俄鐵路。

## 工業上的先驅

### 創新
巴爾的摩與俄亥俄鐵路發明了許多管理方式，在鐵路業界以及現代商業中成為了標準。巴爾的摩與俄亥俄鐵路也是第一個使用美國製機車的鐵路公司（1829年的「拇指湯姆號（Tom Thumb）」）。它建築了第一個客貨兼營車站（1829年，克萊爾山站（Mount Clare），也是第一個有客運營收（1829年12月）與印刷時刻表（1830年5月23日）的鐵路公司。在1852年12月24日，它成為第一個從東海岸抵達俄亥俄河的鐵路。

### 第一條電報線
1843年美國國會提供30,000美元，從華盛頓到巴爾的摩沿著巴爾的摩與俄亥俄鐵路的路權，建造長約38-英里（61-）的實驗性電報線。巴爾的摩與俄亥俄鐵路同意此計畫，前提是完成後鐵路公司得以無償使用之。在1844年5月1日電報線有了令人印象深刻的表現：從輝格黨於巴爾的摩的會議場將該黨提名亨利·克莱競選總統的消息傳到華盛頓的國會山莊。1844年5月24日電報線正式啟用，薩繆爾·摩斯從巴爾的摩與俄亥俄鐵路的克萊爾山站將電報內容英語：傳到國會山莊。:59–60

### 工程學
修築巴爾的摩與俄亥俄鐵路時，鐵路工程尚處於襁褓期。由於不確定什麼材料可以滿足需要，巴爾的摩與俄亥俄鐵路決定力求堅固，因此早期有許多建築都是用花崗岩建造的，甚至鐵路道床也使用之。
雖然很快就發現使用花崗岩建造鐵路大大超過所需而且昂貴，巴爾的摩與俄亥俄鐵路大多數經典橋樑留存到今日，且有許多仍被CSX的火車所使用。巴爾的摩的卡洛頓高架橋是巴爾的摩與俄亥俄鐵路的第一座橋樑，也是目前世界上仍有火車行駛的最古老橋樑（最古老的鐵路橋是英國的Causey Arch）。而在埃爾克里奇的湯瑪斯高架橋，在1835年完工時是美國最長的橋樑，現在也還在使用中。巴爾的摩與俄亥俄鐵路於19世紀中葉大量使用桁架橋（例如Bollman Truss Railroad Bridge）；其耐用程度與容易建造使得鐵路建築的速度加快。
巴爾的摩與俄亥俄鐵路建造向西通往帕爾斯山脊（Parr's Ridge）的鐵路時，對於蒸汽機車的實際行駛情形尚不是很清楚。公司並不確定鐵製的動輪與鐵軌之間是否有足夠的抓力將火車牽引上坡。因此公司決定在山脊的兩側建築斜坡，由馬隊或是蒸氣動力絞盤協助列車上坡。斜坡長約一英哩，不過很快就成為路線的瓶頸點。在1830年代結束以前巴爾的摩與俄亥俄鐵路建造了5.5-英里（8.9-）長的替代路線，今天稱為艾里山環線（Mount Airy Loop）。斜坡很快就被放棄與遺忘，今天只剩少數遺跡。

## 圖輯

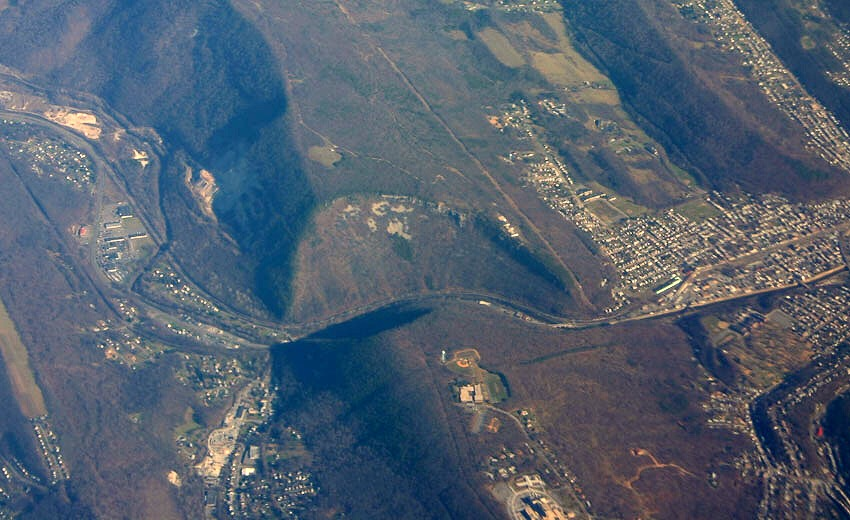
阿勒格尼山脉是道天險。
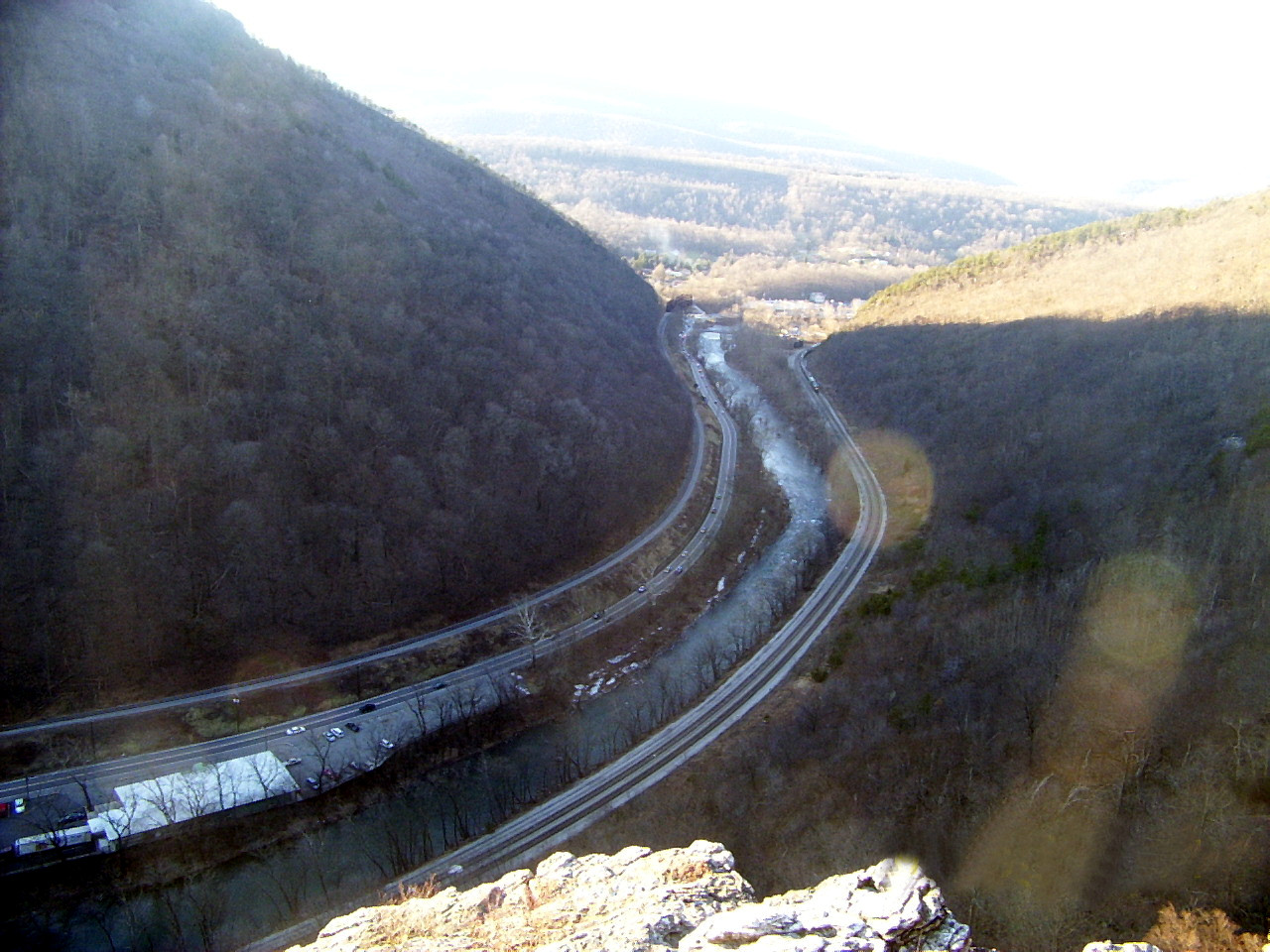
坎伯蘭峽谷
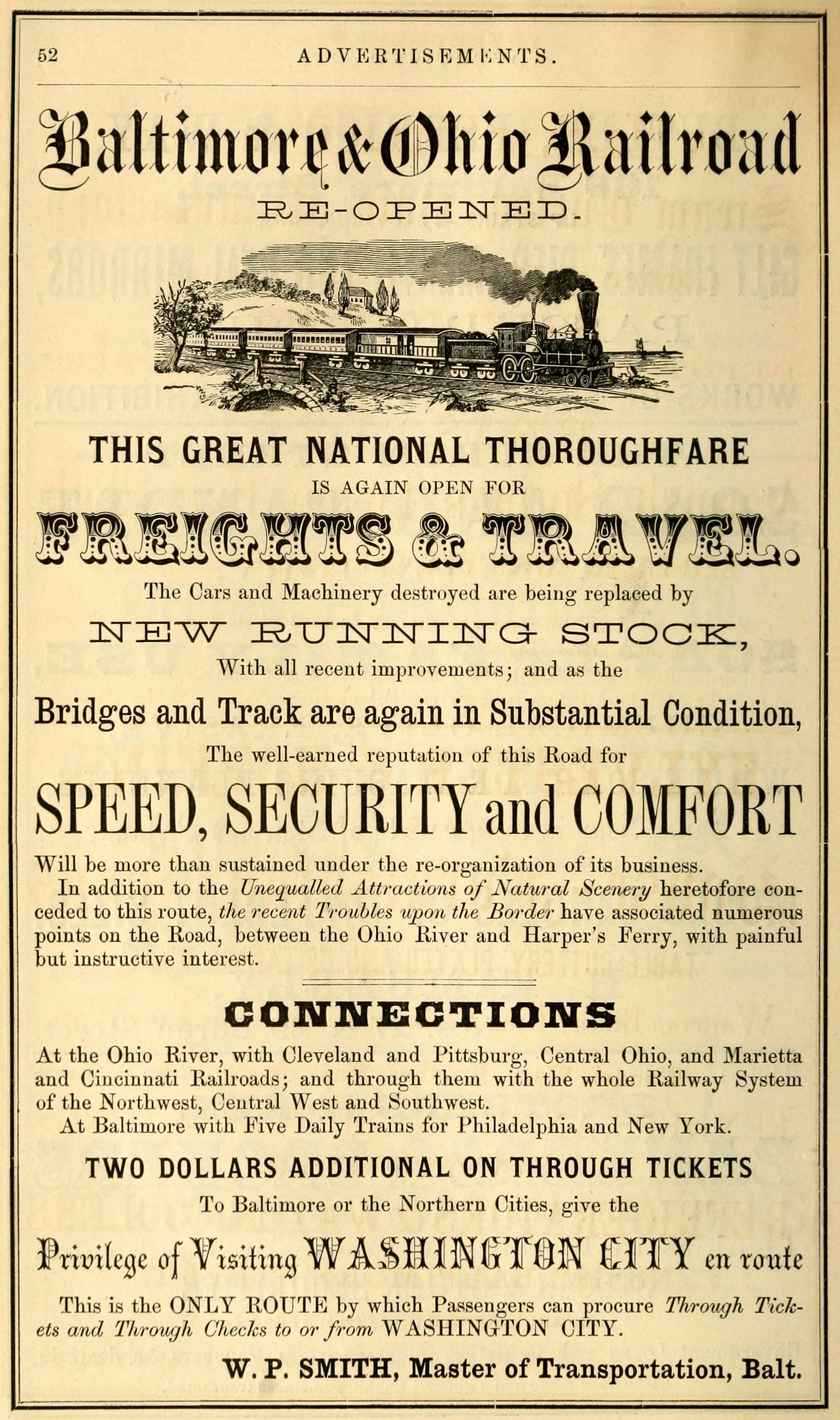
1864年的一份巴爾的摩與俄亥俄鐵路的廣告，宣布在美國內戰期間某次整修與復駛。
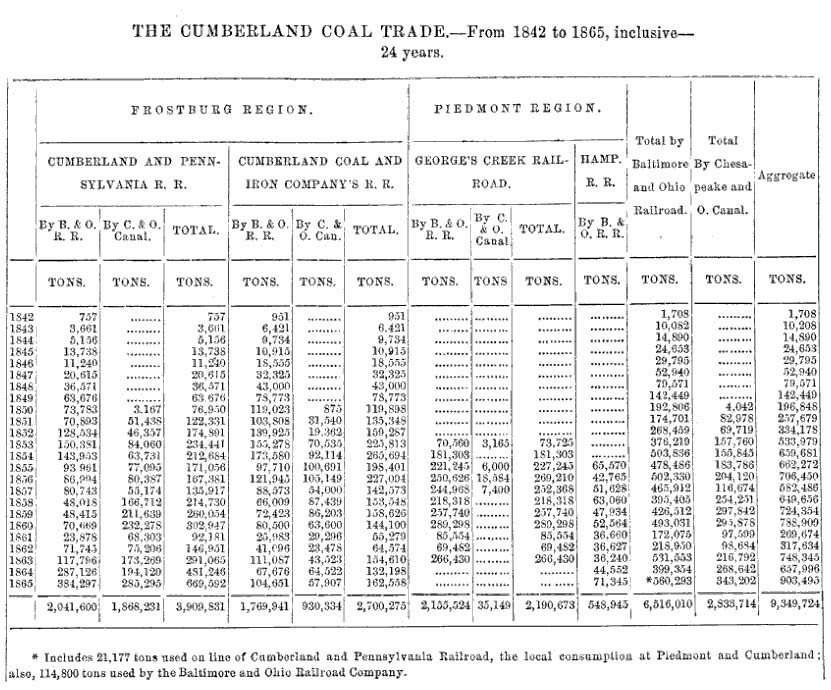
經由巴爾的摩與俄亥俄鐵路與切薩皮克和俄亥俄運河運輸的坎伯蘭煤礦表格，1842–1865年
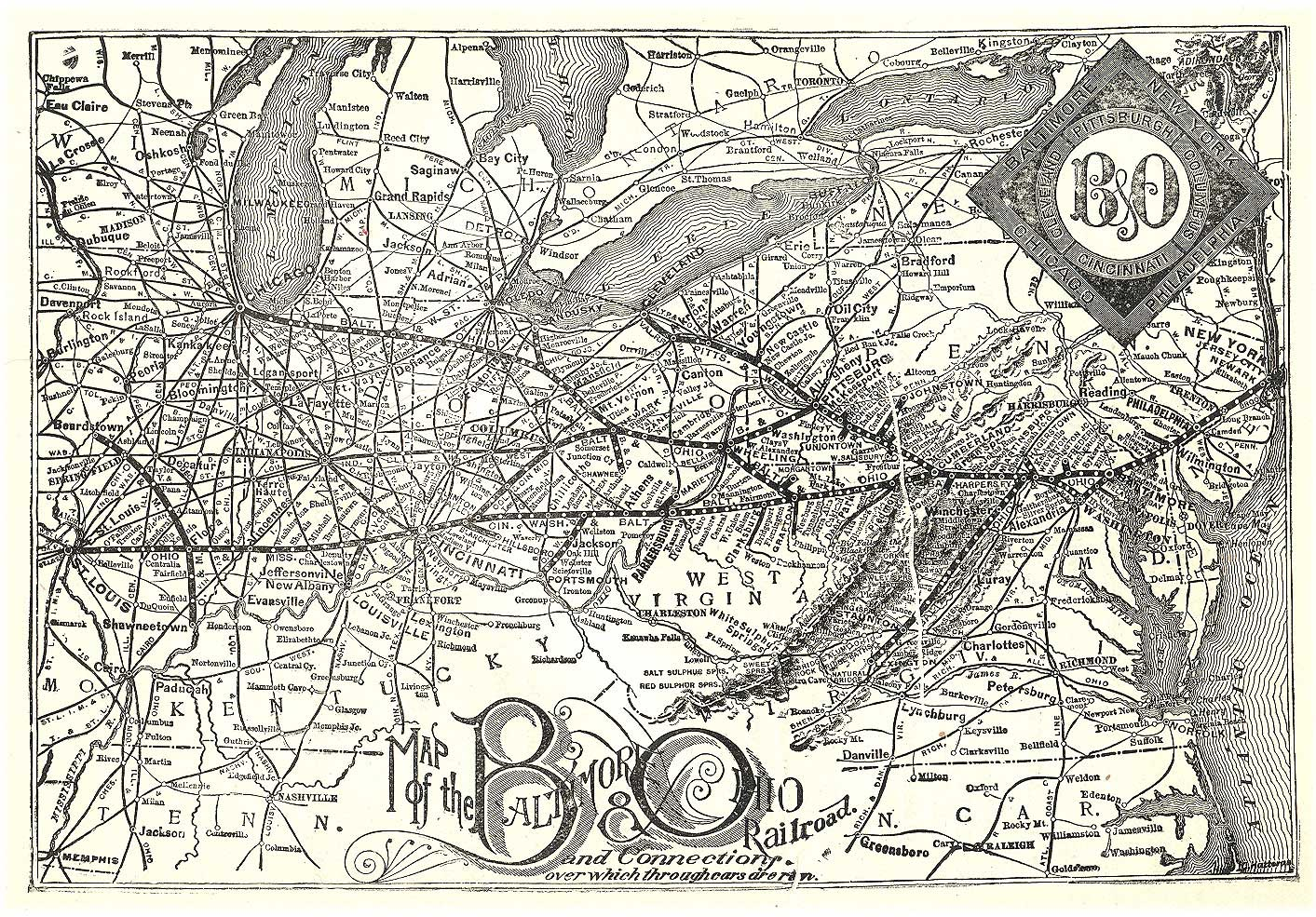
巴爾的摩與俄亥俄鐵路路線圖，約為1891年
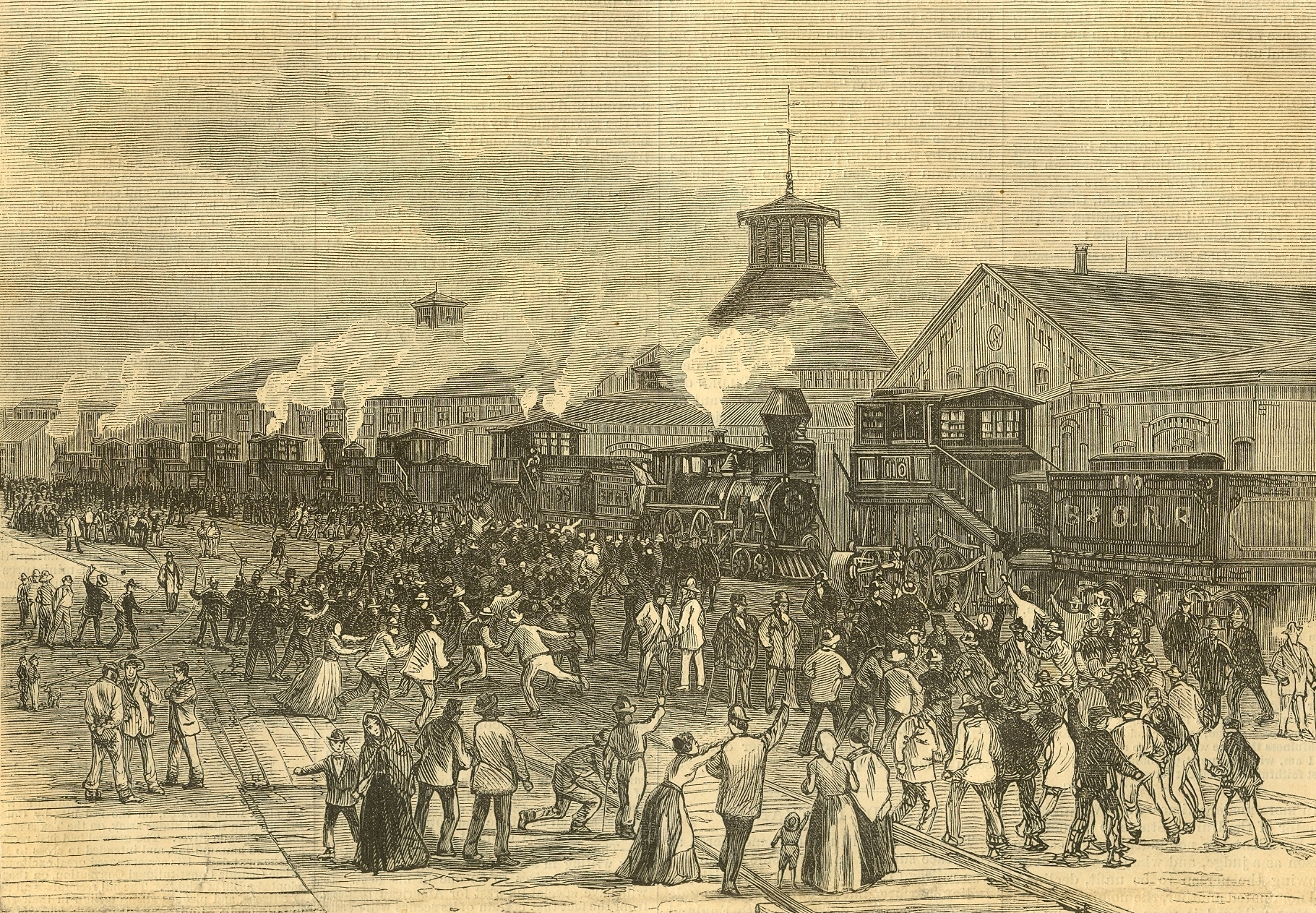
1877年罷工期間機車行駛在西維吉尼亞州的馬汀斯堡受阻
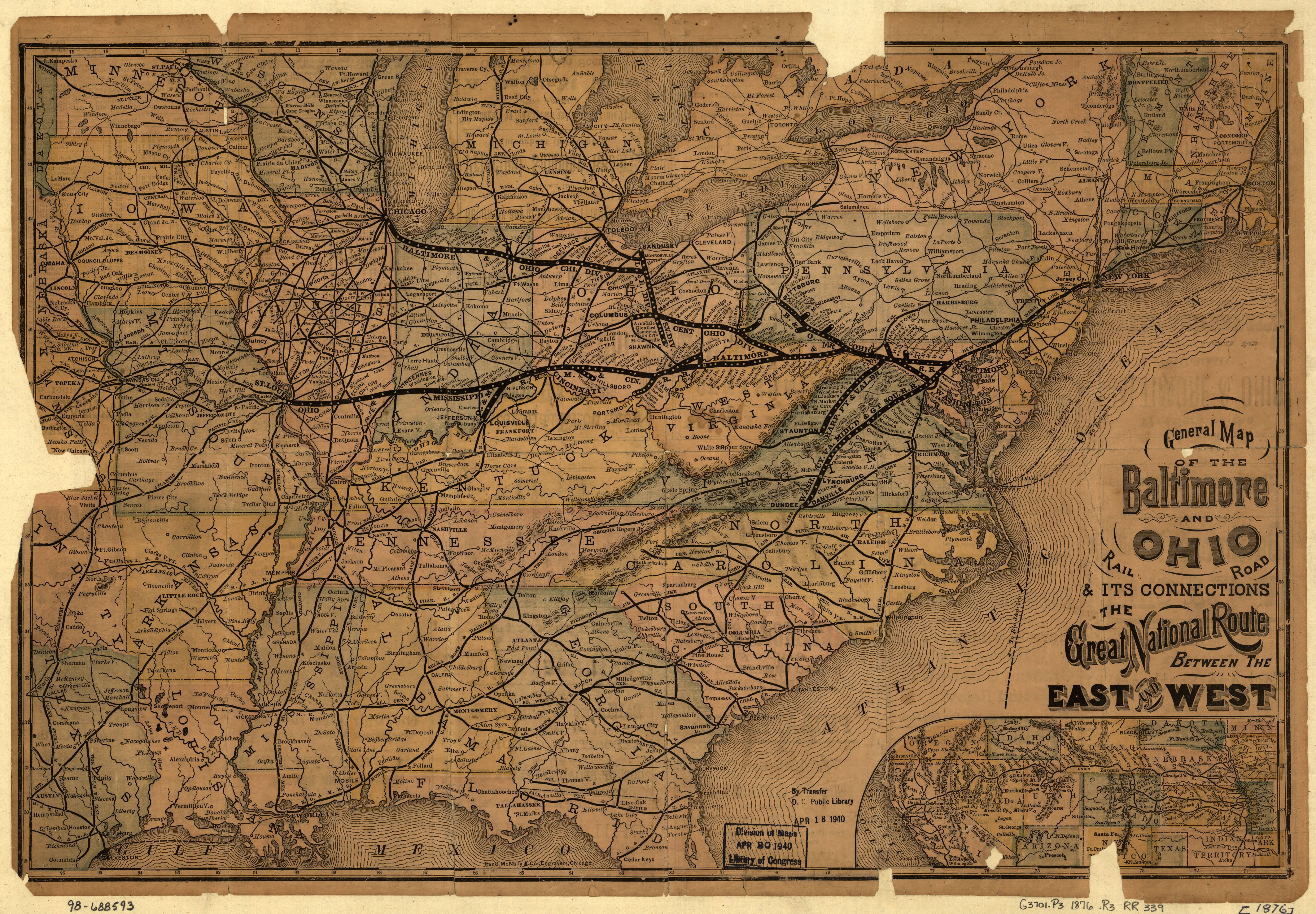
巴爾的摩與俄亥俄鐵路路線圖，約為1876年
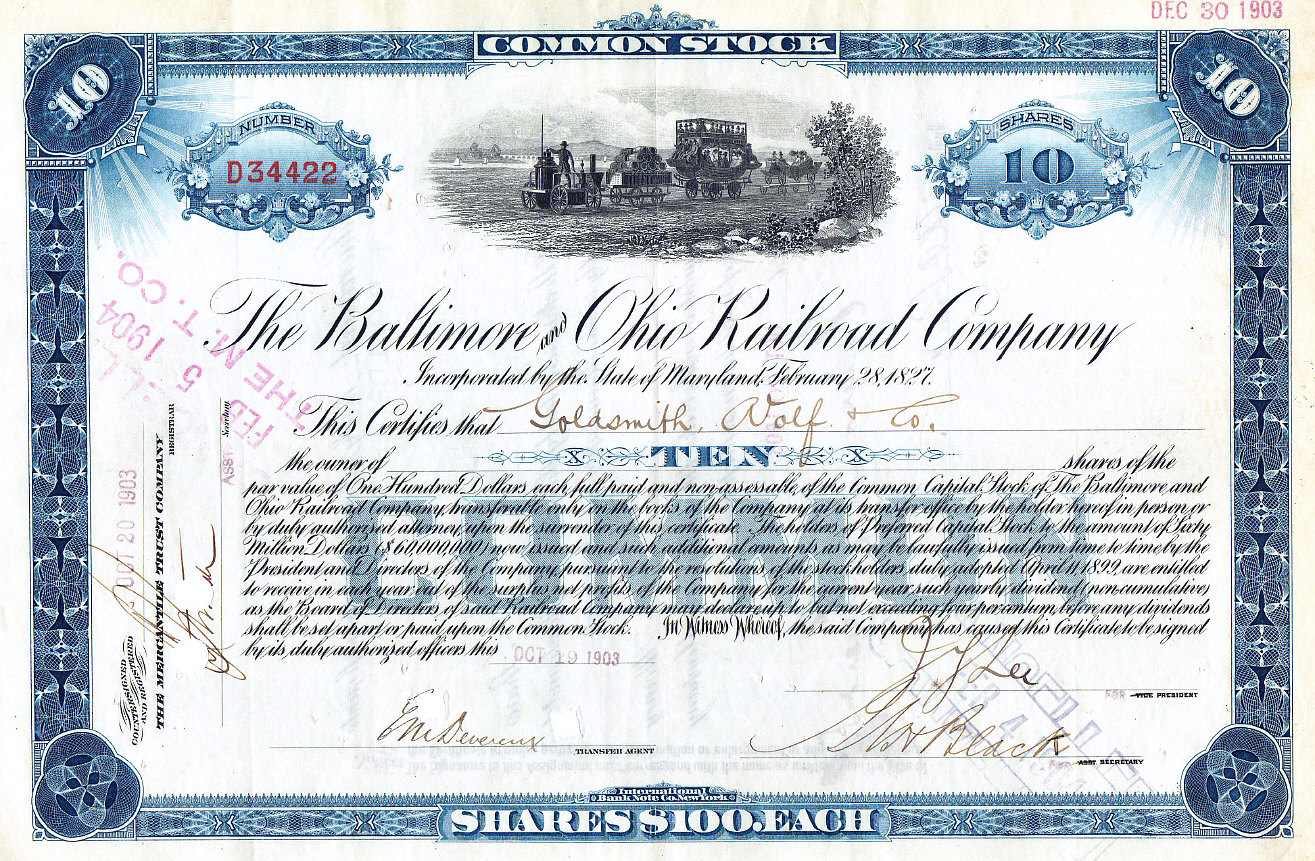
巴爾的摩與俄亥俄鐵路股票憑證，1903年
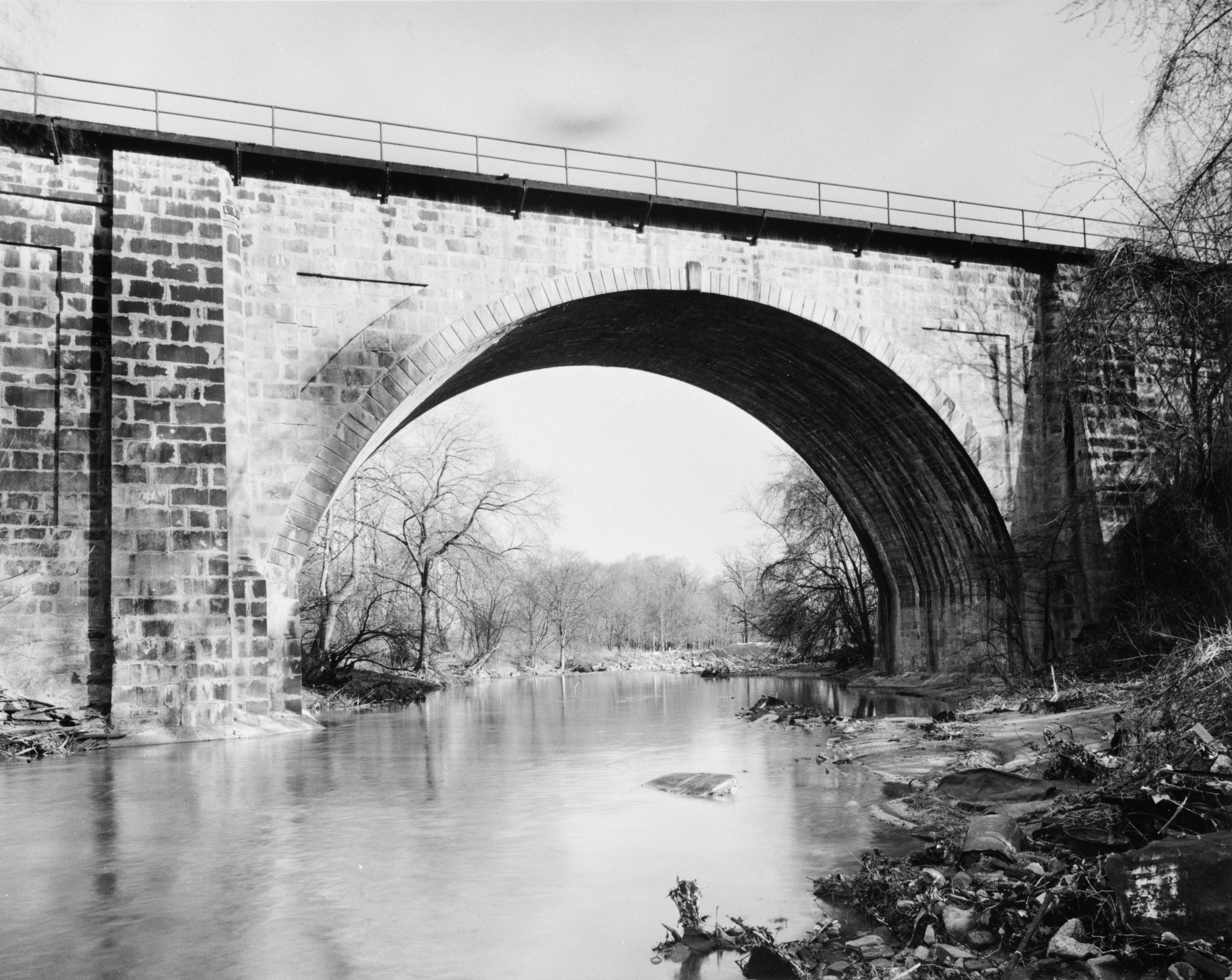
卡洛頓（Carrollton）高架橋
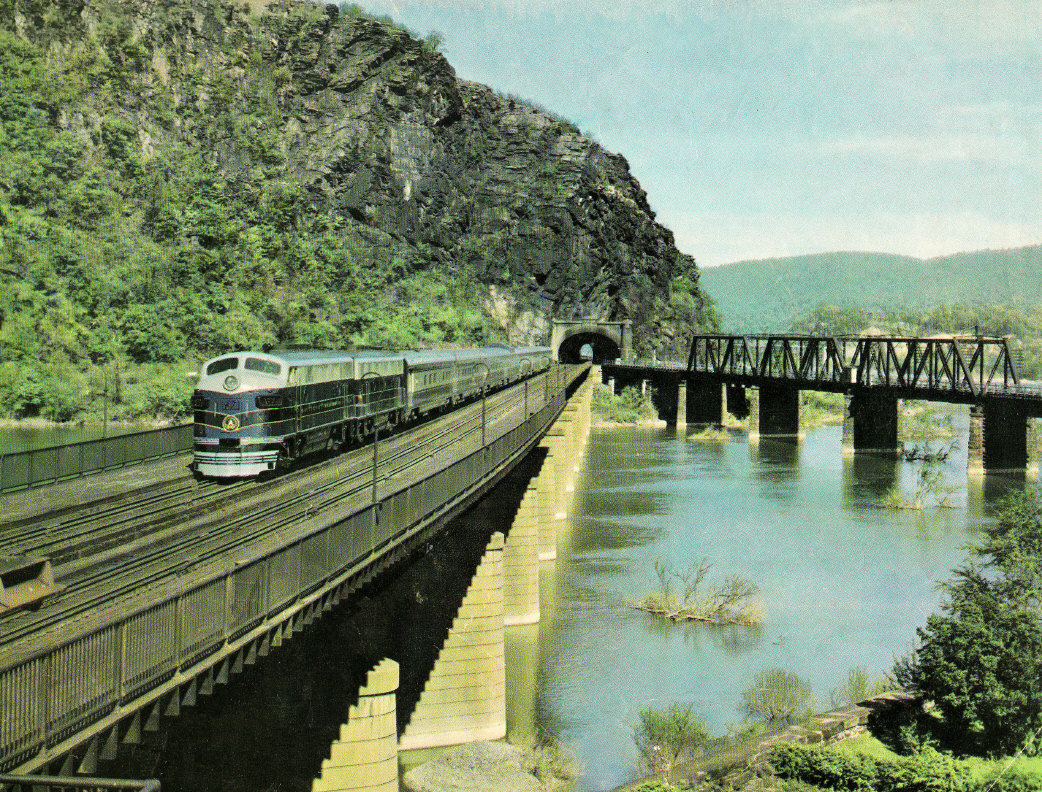
巴爾的摩與俄亥俄鐵路的哥倫比亞號（Columbian）於西維吉尼亞州的哈珀斯費里跨越波多馬克河，1949年
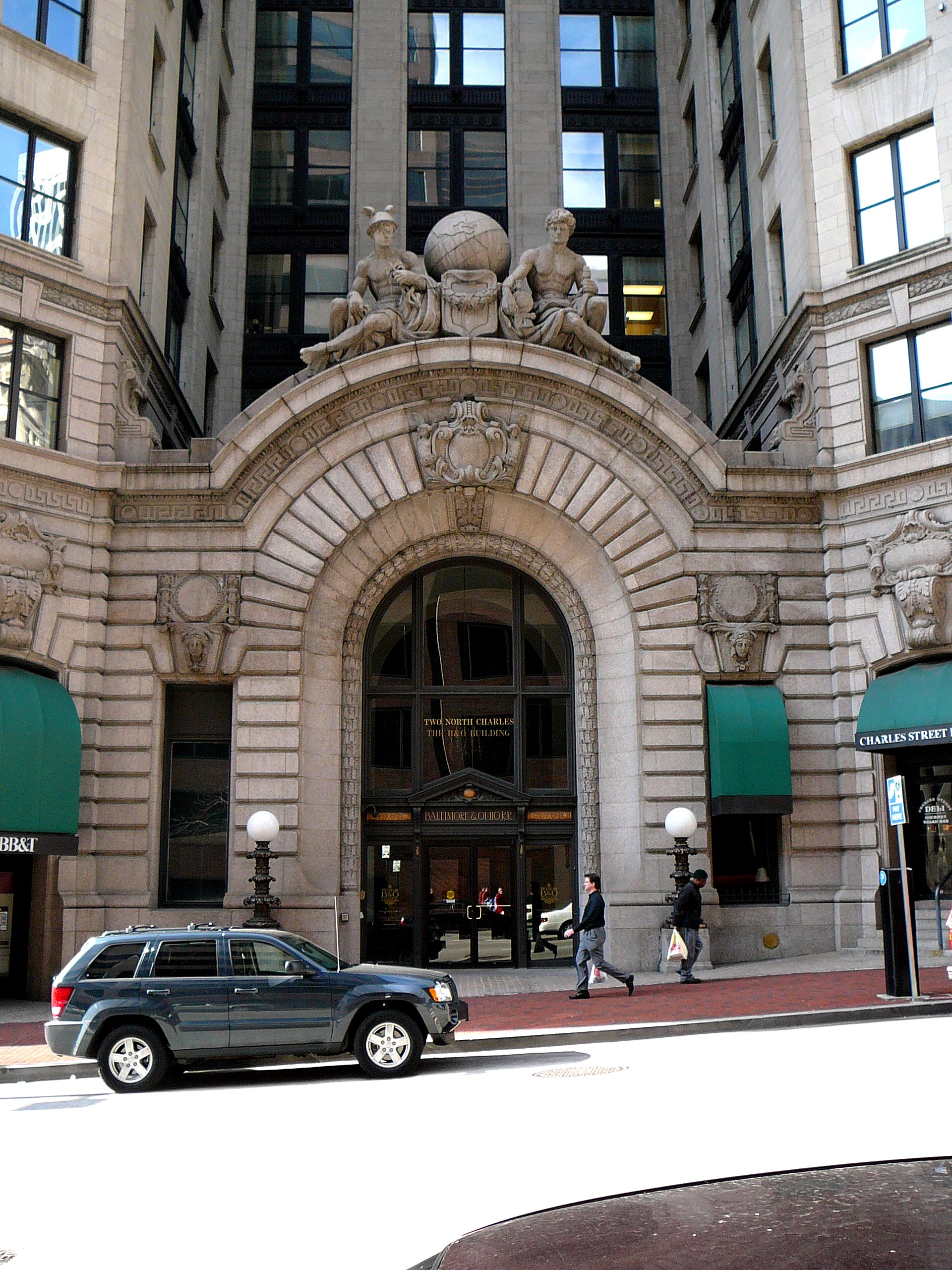
位於巴爾的摩的查爾斯北街（North Charles Street）的巴爾的摩與俄亥俄鐵路總部大樓
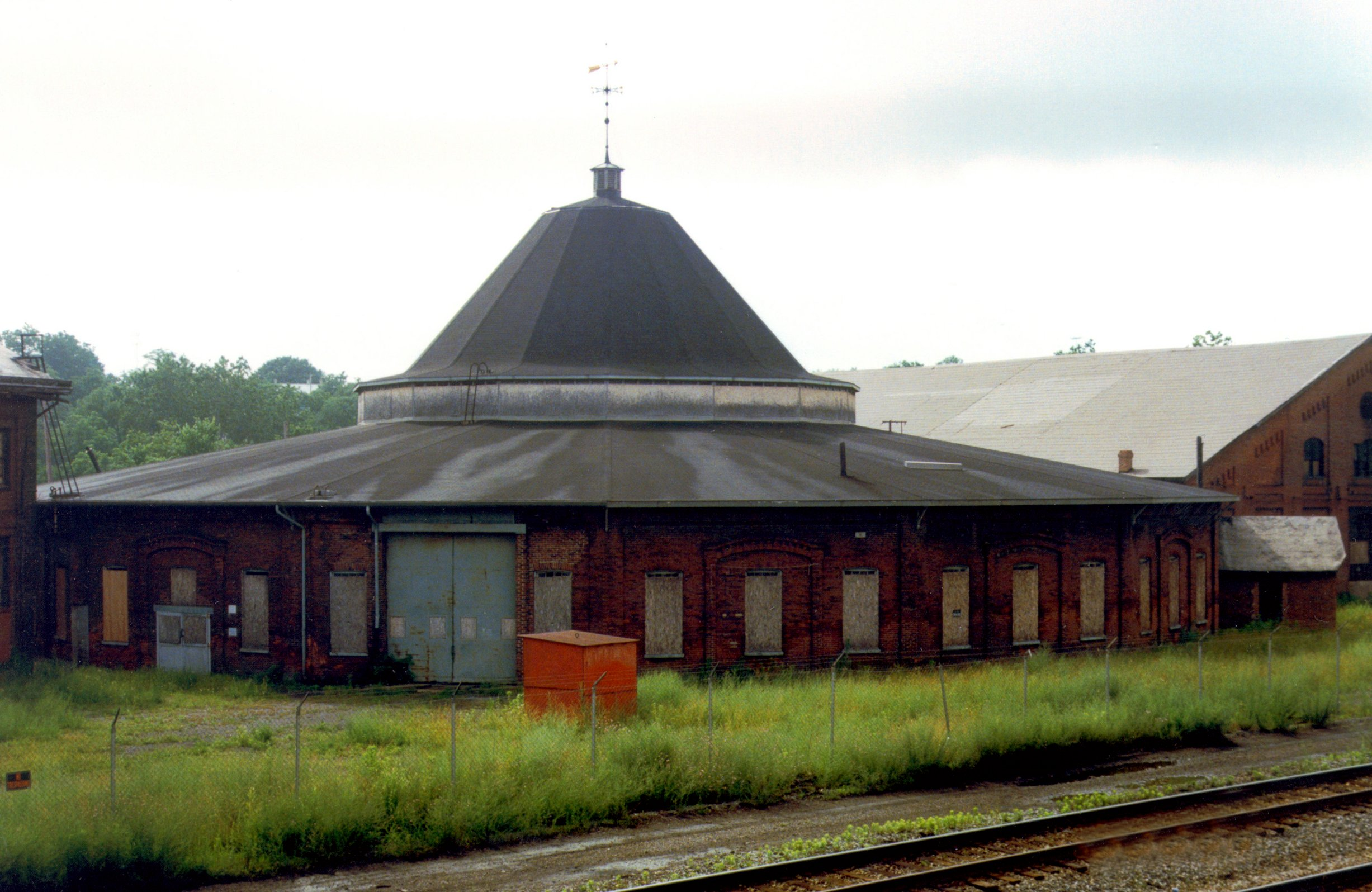
巴爾的摩與俄亥俄鐵路車庫
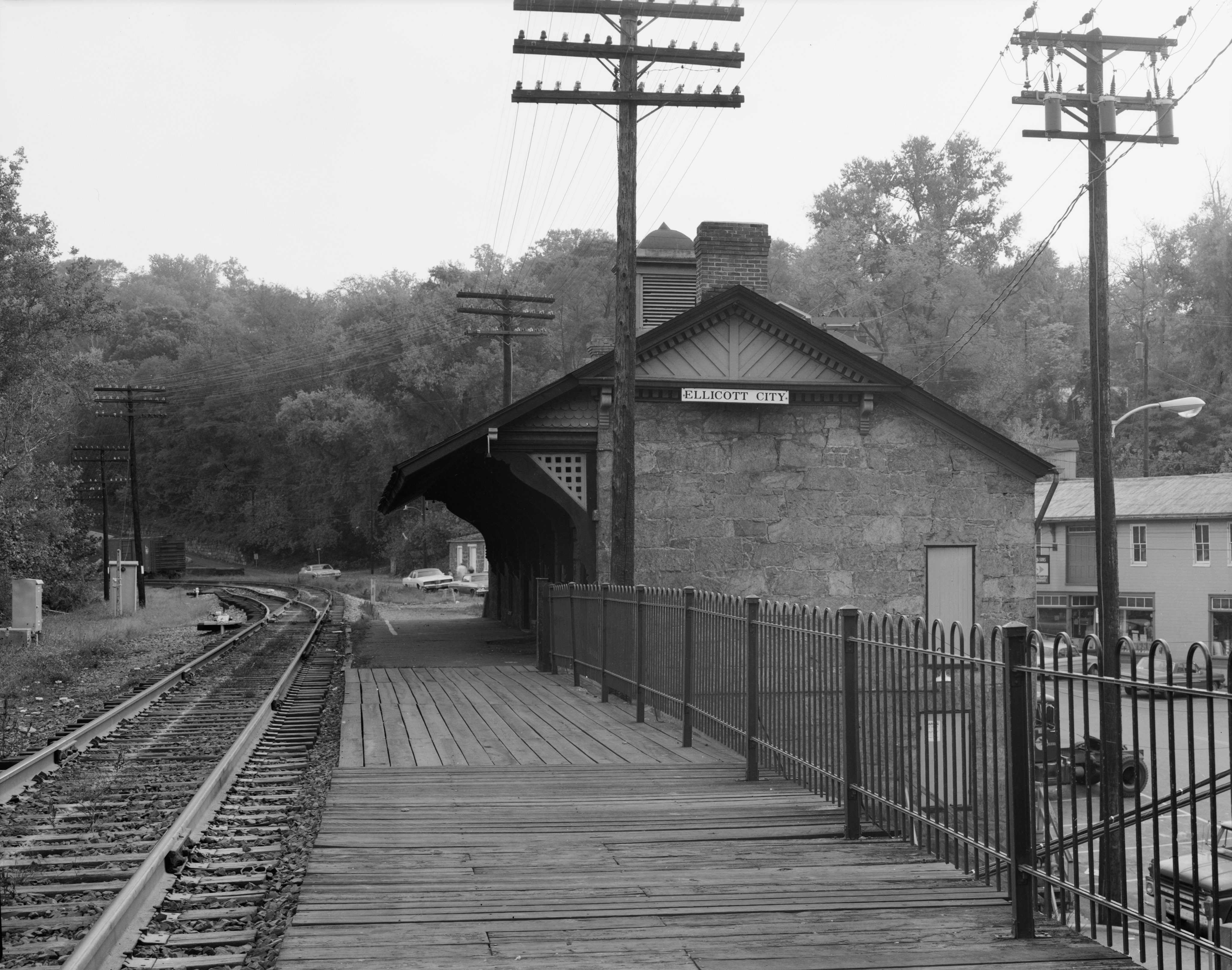
馬里蘭州埃利科特城車站
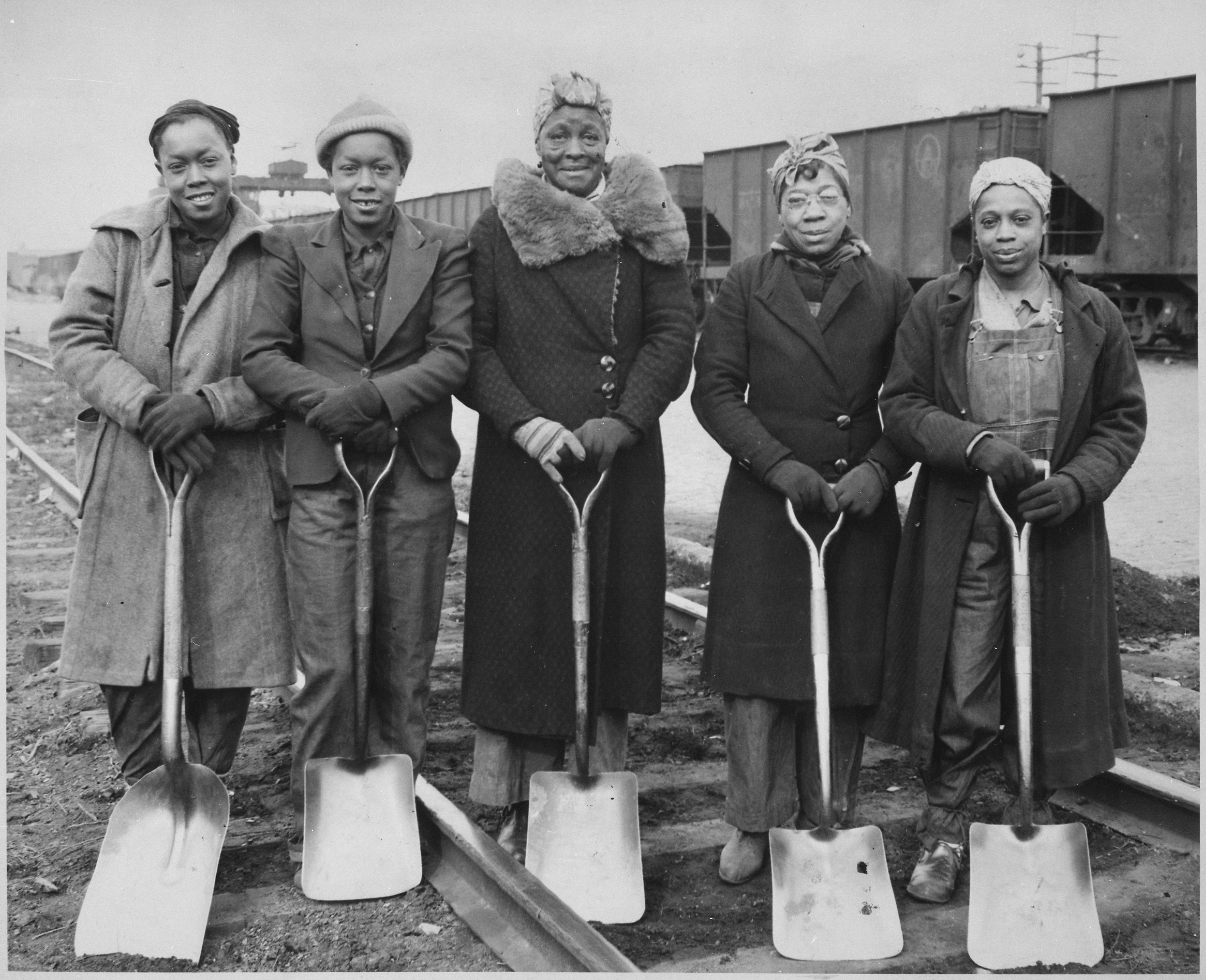
二次大戰期間的女性道班工人
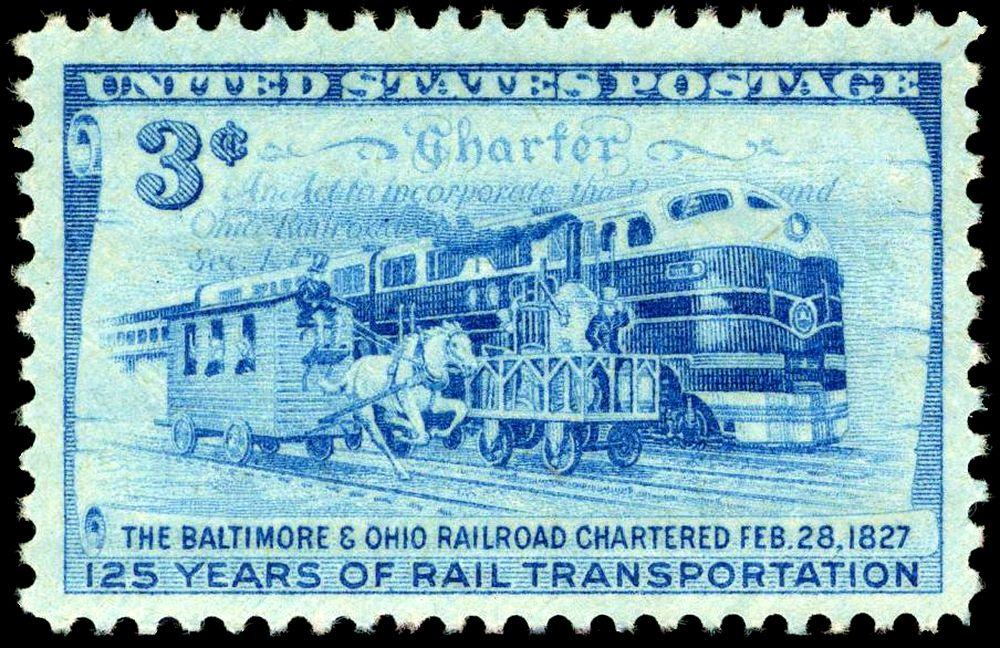
1952年於巴爾的摩與俄亥俄鐵路125周年紀念日發行的紀念郵票

## 外部連結
- Baltimore & Ohio Railroad Museum （页面存档备份，存于）
- 1827 report （页面存档备份，存于） shows motivations of early boosters
- John W. Garrett Collection, 1850–1880 Archives Center, National Museum of American History, Smithsonian Institution.
- The Baltimore and Ohio Railroad Network （页面存档备份，存于）
- Maryland Railroads as of 1850 （页面存档备份，存于）
- Virginia (and West Virginia) Railroads as of 1850 （页面存档备份，存于）
- Mileposts from CSX Transportation Timetables
- List and Family Trees of North American Railroads （页面存档备份，存于）
- B&O Whistles, Whistle museum
- Baltimore and Ohio Rail Road Station From Walnut Street Wharf Schuylkill River, June 29, 1889 by D.J. Kennedy, Historical Society of Pennsylvania （页面存档备份，存于）
- The 1977-1978 Chessie Steam Special for the B&O's 150th Anniversary （页面存档备份，存于）